# Seznam astrofizikov
Seznam najpomembnejših astrofizikov.

## A
- Charles Greeley Abbot (ZDA, 1872 – 1973)
- Tom Abel (Nemčija, 1970 – )
- Charles Roger Alcock (ZDA, 1951 – )
- Hannes Olof Gösta Alfvén (Švedska, 1908 – 1995)
- Viktor Amazaspovič Ambarcumjan (Armenija, 1908 – 1996)
- Ivan Aničin (Srbija, 1944 – )
- David Axon (Anglija, 1951 – 2012)

## B
- Walter Baade (Nemčija, ZDA, 1893 – 1960)
- John Norris Bahcall (ZDA, 1934 – 2005)
- Neta Assaf Bahcall (Izrael, ZDA, 1942 – )
- John Evan Baldwin (Anglija, 1931 – 2010)
- Julian Barbour (Anglija, 1937 – )
- Bodo Baschek (Nemčija, 1935 – 2022)
- Jacob David Bekenstein (Izrael, 1947 – )
- Jocelyn Bell Burnell (Severna Irska, 1943 – )
- Roger David Blandford (Anglija, 1949 – )
- Hermann Bondi (Avstrija, Anglija, 1919 – 2005)
- Alan Boss (ZDA, 1951 – )
- Ira Sprague Bowen (ZDA, 1898 – 1973)
- Maruša Bradač (Slovenija, ZDA, 1978 – )
- Fjodor Aleksandrovič Bredihin (Rusija, 1831 – 1904)
- Geoffrey Ronald Burbidge (Anglija, 1925 – 2010)
- Eleanor Margaret Peachey Burbidge (Anglija, 1919 – 2020)

## C
- Alastair Graham Walter Cameron (Kanada, ZDA, 1925 – 2005)
- Brandon Carter (Avstralija, Anglija, 1942 – )
- Subrahmanyan Chandrasekhar (Indija, ZDA, 1910 – 1995)
- Victor Clube (Anglija, 1934 – )

## D
- Alexander Dalgarno (Anglija, 1928 – 2015)
- Marc Davis (ZDA, 1947 – )
- Robert Henry Dicke (ZDA, 1916 – 1995)
- Herbert Dingle (Anglija, 1890 – 1978)
- Bruce Thomas Draine (ZDA, 1947 – )
- Frank Drake (ZDA, 1930 – )
- Robert C. Duncan (ZDA)
- Freeman John Dyson (ZDA, 1923 – 2020)

## E
- Arthur Stanley Eddington (Anglija, 1882 – 1944)
- George Petros Efstathiou (Anglija, 1955 – )
- Jaan Einasto (Estonija, 1929 – )
- Robert Emden (Švica, 1862 – 1940)

## F
- Andrew Fabian (Anglija, 1948 – )
- George B. Field (ZDA, 1929 – )
- William Alfred Fowler (ZDA, 1911 – 1995)
- Kenneth Charles Freeman (Avstralija, 1940 – )
- Valerij Pavlovič Frolov (Rusija, Kanada, 1946 – )

## G
- Henry Gordon Gale (ZDA, 1874 – 1942)
- George Gamow (Rusija, ZDA, 1904 – 1968)
- Margaret Joan Geller (ZDA, 1947 – )
- Boris Petrovič Gerasimovič (Rusija, 1889 – 1937)
- Riccardo Giacconi (Italija, ZDA, 1931 – 2018)  2002
- Vitalij Lazarevič Ginzburg (Rusija, 1916 – 2009)
- Thomas Gold (Avstrija, Anglija, ZDA, 1920 – 2004)
- Peter Goldreich (ZDA, 1939 – )
- Andreja Gomboc (Slovenija, 1969 – )
- John Richard Gott III. (ZDA, 1947 – )
- Walter Grotrian (Nemčija, 1890 – 1954)
- Grigor Gurzadjan (Armenija, 1922 – 2014)

## H
- Čuširo Hajaši (Japonska, 1920 – 2010)
- James Burkett Hartle (ZDA, 1939 – )
- Stephen Hawking (Anglija, 1942 – 2018)
- Carl Eugene Heiles (ZDA, 1939 – )
- Lars Hernquist (ZDA, 1954 – )
- Antony Hewish (Anglija, 1924 – 2021)
- Fred Hoyle (Anglija, 1915 – 2001)
- Edwin Powell Hubble (ZDA, 1889 – 1953)
- Josef Allen Hynek (ZDA, 1910 – 1986)

## K
- Lisa Kaltenegger (Avstrija, ZDA, 1977 – )
- Samujil Aronovič Kaplan (Rusija, 1921 – 1978)
- Nikolaj Semjonovič Kardašov (Rusija, 1932 – 2019)
- James Edward Keeler (ZDA, 1857 – 1900)
- Ernst Arnold Kohlschütter (Nemčija, 1883 – 1969)

## L
- Jonathan Homer Lane (ZDA, 1819 – 1880)
- Paul Ledoux (Belgija, 1914 – 1988)
- Robert Benjamin Leighton (ZDA, 1919 – 1997)
- Walter Lewin (ZDA, 1936 – )
- Andrew R. Liddle (Anglija, 1965 – )
- Donald Lynden-Bell (Anglija, 1935 – )
- Mario Livio (Izrael, 1945 – )
- Jean-Pierre Luminet (Francija, 1951 – )

## M
- Benjamin Markarjan (Armenija, 1913 – 1985)
- John Cromwell Mather (ZDA, 1946 –)  2006
- Michel Mayor (Švica, 1942 –)
- William Hunter McCrea (Irska, Anglija, 1904 – 1999)
- Arthur Bruce McDonald (Kanada, 1943 –)  2015
- Donald Howard Menzel (ZDA, 1901 – 1976)
- Edward Arthur Milne (Anglija, 1896 – 1950)
- Rudolph Minkowski (Nemčija, ZDA, 1895 – 1976)
- Abhas Mitra (Indija, 1955 –)
- William Wilson Morgan (ZDA, 1906 – 1994)

## N
- Džajant Višnu Narlikar (Indija, 1938 –)
- Igor Dimitrijevič Novikov (Rusija, 1935 – )

## O
- Jeremiah Paul Ostriker (ZDA, 1937 – 2025)

## P
- Bernard Ephraim Julius Pagel (Anglija, 1930 – 2007)
- Eugene Newman Parker (ZDA, 1927 – 2022)
- Stanton Jerrold Peale (ZDA, 1937 – 2015)
- Saul Perlmutter (ZDA, 1959 –)  2011
- Solomon Borisovič Pikelner (Rusija, 1921 – 1975)
- James B. Pollack (ZDA, 1938 – 1994)
- Joel Robert Primack (ZDA, 1945 –)

## R
- Martin John Rees (Anglija, 1942 –)
- Hubert Reeves (Kanada, 1932 – 2023)
- Adam Guy Riess (ZDA, 1969 –)  2011
- Henry Norris Russell (ZDA, 1877 – 1957)
- Barbara Sue Ryden (ZDA) (1961 –)

## S
- Rainer Kurt Sachs (Nemčija, ZDA, 1932 – )
- Edwin Ernest Salpeter (Avstrija, ZDA, 1924 – 2008)
- Mário Schenberg (Brazilija, 1914 – 1990)
- Rudolph E. Schild (ZDA)
- Brian P. Schmidt (ZDA, 1967 – )  2011
- David Norman Schramm (ZDA, 1945 – 1997)
- Irwin Ira Shapiro (ZDA, 1929 – )
- Stuart L. Shapiro
- Frank Hsia-San Shu (ZDA, 1943 –)
- Rašid Alijevič Sjunjajev (Rusija, 1943 –)
- George Fitzgerald Smoot III. (ZDA, 1945 –)
- Lyman Strong Spitzer (ZDA, 1914 – 1997)
- John Quincy Stewart (ZDA, 1894 – 1972)
- Marija Strojnik Scholl (1950 –)
- Bengt Strömgren (Danska, 1908 – 1987)
- Pol Swings (Belgija, 1906 – 1983)

## Š
- Josif Samujilovič Šklovski (Rusija, 1916 – 1985)

## T
- Jasuo Tanaka (Japonska, 1931 – 2018)
- Joseph Hooton Taylor mlajši (ZDA, 1941 –)
- Saul Arno Teukolsky (ZDA, 1947 –)
- Kip Stephen Thorne (ZDA, 1940 –)  2017
- Scott Duncan Tremaine (Kanada, 1950 – )
- Michael S. Turner (ZDA, 1949 – )

## U
- William George Unruh (Kanada, 1945 – )
- Albrecht Otto Johannes Unsöld (Nemčija, 1905 – 1995)

## V
- Boris Aleksandrovič Voroncov-Veljaminov (Rusija, 1904 – 1994)

## W
- Nigel Oscar Weiss (Južna Afrika, 1936 – 2020)
- Simon David Manton White (Anglija, 1951–)
- David Todd Wilkinson (ZDA, 1935 – 2002)
- Jennifer Wiseman (ZDA)
- Arthur Michael Wolfe (ZDA, 1939 – 2014)
- Edward L. Wright (ZDA, 1947–)

## Y
- Charles Augustus Young (ZDA, 1834 – 1908)

## Z
- Jakov Borisovič Zeldovič (Rusija, 1914 – 1987)
- Anna Nikola Żytkow (Poljska, 1947 –)
- Janez Zorec (Slovenija, 1948 –)